# Anita Ekberg
Anita Ekberg, właściwie Kerstin Anita Marianne Ekberg (ur. 29 września 1931 w Malmö, zm. 11 stycznia 2015 w Rocca di Papa) – szwedzka aktorka i modelka.

## Życiorys
W 1950 została Miss Szwecji i Miss Universe. Występowała w roli Sylvii w Słodkim życiu (1960) Federico Felliniego, z którego scena kąpieli w rzymskiej fontannie di Trevi należy do najsłynniejszych w dziejach kina. Po latach wystąpiła razem ze swoim partnerem ze Słodkiego życia, Marcello Mastroiannim, we wspomnieniowym filmie Felliniego pt. Wywiad (1987).
W 1995 wybrana jedną ze 100 najseksowniejszych gwiazd w historii kina (miejsce 98.) według magazynu „Empire”.
Zmarła w wieku 83 lat w klinice w Rocca di Papa niedaleko Rzymu.

## Wybrana filmografia

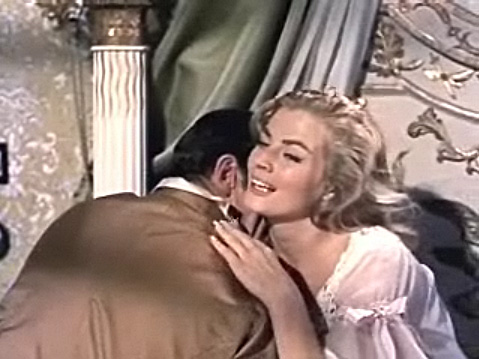
Anita Ekberg w scenie z filmu Wojna i pokój (1956)

- Hazardzista z Missisipi (1953) jako honorowa dziewczyna
- Złote ostrze (1953) jako służąca
- Abbott i Costello lecą na Marsa (1953) jako strażniczka z Venus
- Artyści i modele (1955) jako Anita
- Chiński szlak (1955) jako Wei Ling
- Powrót z wieczności (1956) jako Rena
- Zarak (1956) jako Salma
- Wojna i pokój (1956) jako Helena Kuragina
- Valerie (1957) jako Valerie Horvat
- Paryskie wakacje (1958) jako Zara
- Pod znakiem Rzymu (1959) jako królowa Zenobia
- Słodkie życie (1960) jako Sylvia
- Za zamkniętymi drzwiami (1961) jako Olga Duvovich
- Mongołowie (1961) jako Hulina
- Boccaccio ’70 (1962) jako Anita (w noweli pt. Kuszenie doktora Antoniego w reż. Federico Felliniego)
- Czworo z Teksasu (1963) jako Elya Carlson
- A... B... C... (1965) jako Amanda Cross
- Karuzela miłości (1965) jako Lolita Young
- Przepraszam, pan jest za czy przeciw? (1966) jako baronowa Olga
- Siedem razy kobieta (1967) jako Claudie
- Malenka (1969) jako Malenka/Sylvia Morel
- Jeśli dziś wtorek, to jesteśmy w Belgii (1969) jako wykonawczyni
- Klauni (1970) – w roli samej siebie
- Rozwód (1970) jako Flavia
- Mordercza zakonnica (1978) jako s. Gertruda
- Wywiad (1987) – w roli samej siebie